# Chích mày xám
Phylloscopus maculipennis là một loài chim trong họ Phylloscopidae.